# 郑佳欣
郑佳欣（1974年—），原名郑泽凡，籍貫廣東揭陽，中国大陆女演员，毕业于北京电影学院表演系（96届），与赵薇、陈坤、黄晓明、郭晓冬、何琳、颜丹晨、张恒、许还幻、李柯竺为同班同学。曾出演过多部影视作品。

## 作品

### 电视剧
- 警魂
- 澳门儿女
- 《还珠格格》饰抛绣球新娘
- 1998年 《小李飞刀》饰林仙儿
- 爱情为你遮风雨
- 梦醒五棵柳
- 少年张三丰饰闪电
- 低头不见抬头见
- 央视 《钦差大臣》饰胭脂
- 古宅魅影
- 醉鬼张三
- 爱是阳光
- 特警威龙
- 老婆万岁
- 客家老宅
- 鬼马老婆刁蛮老公
- 哑巴新娘
- 《媳妇的眼泪》饰 春喜 / 晓倩

### 话剧
- 原野
- 求婚
- 北京人

### 电影
- 2005年 《情癫大圣》 饰蜥女